# Efemérides para la historia del Seminario Conciliar de Barcelona
El llibre Efemérides para la historia del Seminario Conciliar de Barcelona és una obra de Joan Baptista Codina i Formosa i Gumersind Alabart i Sanz, editada per la Casa Provincial de Caritat de Barcelona l'any 1908. La idea dels autors era escriure una història en tres volums, dedicat cada un d'ells a les etapes històriques del Seminari: de Montalegre (1593-1772); de Betlem o de la Rambla (1772-1878) i que inclogués un apèndix sobre el període del carrer dels Tallers (1878-1882); i finalment un tercer volum sobre l'actual ubicació (del 1882 als nostres dies). No obstant aquestes intencions, l'obra completa no es va arribar a publicar, i només va veure la llum el primer volum, dedicat al Seminari de Montalegre.
Entre els fets destacables que s'hi poden consultar, hi ha referències als primers rectors, al primer reglament de 1614, o al període comprès entre 1650 i el 1735 en què el Seminari no funcionà principalment per manca d'alumnes, Segons l'autor, «les causes d'aquest lamentable esdeveniment cal trobar-les, primer, en el flagell de la pesta que assolà la ciutat durant un any; segon, en les incessants guerres a Catalunya, i tercer, la impossibilitat de fer front a les contingències amb les rendes existents»" i la seva posterior restauració.